# Droszewo
Droszewo (niem. Kunzkeim) – osada w Polsce położona w województwie warmińsko-mazurskim, w powiecie olsztyńskim, w gminie Biskupiec. W latach 1975–1998 miejscowość należała administracyjnie do województwa olsztyńskiego.
Droszewo położone jest około 11 km od Biskupca. Usytuowane na terenie pagórkowatym, przecina je rzeka Czerwinka uchodząca do jeziora Dadaj. Droszewo i jego okolice są częścią szlaków turystycznych prowadzących w kierunku Wielkich Jezior Warmii i Mazur. Charakteryzuje się wielorodzinną zwartą zabudową liczącą ok. 80 rodzin i zamieszkuje ją 288 mieszkańców. 

## Historia
Rys historyczny
Droszewo zostało założone w 1350 r. na peryferiach Małej Barci.  Biskup warmiński Jan Stryprock nadał 5 włók na polu Kunczen nad rzeczką Węgój (obecnie Czerwinka – nazwa lokalna) braciom pruskim Scalgonen i Willam jak wolny majątek pruski. Lata wojen z Zakonem Krzyżackim spowodowały duży ubytek ludności pruskiej (na południowej Warmii ok. 75% ogółu ludności), na jej miejsce osiedlała się ludność polska z Mazowsza. W 1528 r. Droszewo zostało nadane polskiemu osadnikowi Jerzemu Toszce, a w 1571 r. Jerzemu von Schedlin-Czarlińskiemu. Do 1945 roku miejscowość zamieszkiwana była przez ludność pruską (niemiecka nazwa miejscowości – Kunzkeim).
Środowisko przyrodnicze
We wsi znajdują się dwa parki. Jeden park obejmuje głęboki jaz rzeki Czerwinki, drugi zaś położony jest na wzgórzu przy szlaku kolejowym. W okolicy wsi gniazdują m.in. bocian czarny, orzeł bielik, żurawie, sowy. Spotyka się także lisy, sarny, dziki. W skład flory parków wchodzą: dęby, buki, świerki, wiązy, konwalie, zawilce i przylaszczki. W odległości 1 km od Droszewo położone jest jezioro Dadaj. 
Środowisko kulturowe
W Droszewie znajduje się dwór (nr 1 pocz. XX w. zgodnie z rejestrem zabytków) i budynek nr 9 z poł. XIX w. Ponadto w remizie strażackiej znajduje się zabytkowa sikawka konna z początku XX wieku oraz zabytkowe hełmy, pasy i prądownica.
Rolnictwo i gospodarka
Pomimo że gmina Biskupiec jest typową gminą rolniczą mieszkańcy Droszewa nie utrzymują się z rolnictwa. Źródłem utrzymania mieszkańców jest praca w sferze produkcyjno-usługowej, emerytury, renty, zasiłki dla bezrobotnych oraz zasiłki z pomocy społecznej. Droszewo jest wsią popegeerowską. We wsi znajduje się nieczynny sklep spożywczy, brak jest przedsiębiorstw i gospodarstw agroturystycznych.
Organizacje społeczne
Działający na terenie wsi sołtys, Rada Sołecka i Ochotnicza Straż Pożarna pełnią rolę organizacji społecznych. OSP w Droszewie jest prężnie działającą organizacją posiadającą dwa samochody ratowniczo-gaśnicze,Specjalny kwatermistrzowski i remizę strażacką.Strażacy uczestniczą w różnorodnych zawodach od pożarniczych poprzez medyczne aż do sportowych.Jednostka skupia w swoim gronie 36 członków w tym 18 czynie biorących udział w akcjach ratowniczo-gaśniczych. Działalność tych organizacji skupia się wokół pielęgnowania różnych tradycji. Organizowane są liczne imprezy okolicznościowe i sportowe integrujące społeczność z terenu Gminy Biskupiec oraz powiatu olsztyńskiego.
Na przełomie 2007/2008 roku we wsi zbudowano plac zabaw dla dzieci, obiekt małej architektury "Grzybek" oraz boisko piłkarskie.